# Орадівська сільська рада
Ора́дівська сільська́ ра́да — адміністративно-територіальна одиниця та орган місцевого самоврядування у Христинівському районі Черкаської області. Адміністративний центр — село Орадівка.

## Загальні відомості
- Населення ради: 907 осіб (станом на 2001 рік)

## Населені пункти
Сільській раді підпорядковані населені пункти:
- с. Орадівка

## Склад ради
Рада складається з 14 депутатів та голови.
- Голова ради: Кормільцева Надія Романівна
- Секретар ради: Мазуренко Людмила Вікторівна

### Керівний склад попередніх скликань
| Прізвище, ім'я, по батькові | Основні відомості                                                                     | Дата обрання | Дата звільнення |
| --------------------------- | ------------------------------------------------------------------------------------- | ------------ | --------------- |
| Кормільцева Надія Романівна | Сільський голова, 1951 року народження, освіта вища, член Української Народної Партії | 26.03.2006   | 31.10.2010      |
| Кормільцева Надія Романівна | Сільський голова, 1951 року народження, освіта вища, позапартійна                     | 31.10.2010   |                 |

Примітка: таблиця складена за даними сайту Верховної Ради України

### Депутати
За результатами місцевих виборів 2010 року депутатами ради стали:

#### За суб'єктами висування
| Суб'єкт висування                                       | Кількість обраних депутатів | %    |
| ------------------------------------------------------- | --------------------------- | ---- |
| Самовисування                                           | 5                           | 35,7 |
| Соціалістична партія України                            | 4                           | 28,6 |
| Політична партія Всеукраїнське об'єднання «Батьківщина» | 3                           | 21,4 |
| Партія регіонів                                         | 2                           | 14,3 |

#### За округами
| № округу                                                | Прізвище, ім'я, по батькові     | Дата визнання обраним | Освіта             | Партійна приналежність             | Відомості про обраного депутата              |
| ------------------------------------------------------- | ------------------------------- | --------------------- | ------------------ | ---------------------------------- | -------------------------------------------- |
| Партія регіонів                                         |                                 |                       |                    |                                    |                                              |
| 2                                                       | Матіякупов Олег Кадамбаєвич     | 01.11.2010            | середня спеціальна | позапартійний                      | приватний підприємець                        |
| 10                                                      | Гаркавенко Олександр Васильович | 01.11.2010            | середня спеціальна | позапартійний                      | пенсіонер                                    |
| Політична партія Всеукраїнське об'єднання «Батьківщина» |                                 |                       |                    |                                    |                                              |
| 5                                                       | Бистров Олександр Всеволодович  | 01.11.2010            | середня спеціальна | позапартійний                      | Христинівський РАЙСТ, водій                  |
| 6                                                       | Петрук Володимир Петрович       | 01.11.2010            | середня спеціальна | позапартійний                      | АФ «Орадівка», механізатор                   |
| 8                                                       | Карнаух Людмила Федорівна       | 01.11.2010            | вища               | позапартійна                       | Орадівська сільська рада, землевпорядник     |
| Соціалістична партія України                            |                                 |                       |                    |                                    |                                              |
| 1                                                       | Кірган Любов Олексіївна         | 01.11.2010            | вища               | позапартійна                       | Орадівськазагальноосвітня школа, вчитель     |
| 4                                                       | Гоменюк Василь Олександрович    | 01.11.2010            | середня спеціальна | позапартійний                      | пенсіонер                                    |
| 13                                                      | Білевич Надія Миколаївна        | 01.11.2010            | вища               | член Соціалістичної партії України | Орадівська сільська бібліотека, бібліотекар  |
| 14                                                      | Гончарук Олег Валентинович      | 01.11.2010            | середня спеціальна | позапартійний                      | АФ «Орадівка», механізатор                   |
| Самовисування                                           |                                 |                       |                    |                                    |                                              |
| 3                                                       | Філіповський Василь Федорович   | 01.11.2010            | середня спеціальна | позапартійний                      | АФ «Орадівка», механізатор                   |
| 7                                                       | Замолитва Оксана Яківна         | 01.11.2010            | середня спеціальна | позапартійна                       | АФ «Орадівка», кухар                         |
| 9                                                       | Гоменюк Вікторія Василівна      | 01.11.2010            | вища               | позапартійна                       | Орадівська сільська рада, декретна відпустка |
| 11                                                      | Мазуренко Людмила Вікторівна    | 01.11.2010            | вища               | позапартійна                       | Орадівська сільська рада, секретар           |
| 12                                                      | Мазуренко Володимир Дмитрович   | 01.11.2010            | вища               | позапартійний                      | АЗС «Укрнафта», оператор                     |